# Alost Sports
Alost Sports was een Belgische voetbalclub uit Aalst. De club sloot in 1928 aan bij de KBVB met stamnummer 1256.
In 1951 nam de club ontslag uit de KBVB. 

## Geschiedenis
Alost Sports debuteerde in het seizoen 1929-1930 in Derde Gewestelijke reeks A en werd er meteen kampioen zonder een wedstrijd te verliezen. De basis van het spelersbestand waren werknemers van de Filature et Filteries Réunies, aangevuld met anderen.
Ook in Tweede Gewestelijke reeg de club de ereplaatsen aan elkaar met telkens een tweede plaats in het klassement in 1933, 1934 en 1935.
Promotie naar de hoogste provinciale reeks lukte echter nooit.
Na 1937 ging het minder, af en toe kon al eens niet aan de competitie worden deelgenomen en tussen 1947 en 1950 werkte men de laatste drie seizoenen bij de KBVB af in Derde Gewestelijke. 
In 1950-1951 werd opnieuw niet aan de competitie deelgenomen en in 1951 nam de club ontslag uit de KBVB.